# Light-contact
Le light-contact (littéralement : « contact léger ») désigne la version contrôlée de certaines boxes (pieds-poings en particulier). La discipline est apparue aux États-Unis en 1962.[réf. nécessaire] En compétition, elle se déroule, le plus souvent, sur le ring de boxe ou un praticable de tapis. Elle est accessible à tous les âges et niveaux, pour les garçons et les filles.

## Caractéristiques
La pratique du light contact est organisée, selon les pays : par la FFKMDA (Fédération française de kick-boxing, muay-thaï et disciplines associées) en France, par ABC Belgium (Association Belge des clubs de Boxe Américaine et disciplines associées) en Belgique ou par la LCBA (Light-Contact Boxing Association) en Suisse.
En outre, le light-contact, au sens défini par la législation française, n’existe pas dans d'autres pays, où on parle plutôt de médium-contact, une confrontation dite de « contact moyen » (surnommé « middle-style » aux États-Unis) dans laquelle les techniques sont « lâchées », sans recherche de hors-combat. Ces versions contrôlées sont à distinguer du précombat où les coups sont portés avec puissance, à l'exception du visage.
La boxe light propose des matchs de boxe à la touche. Les coups donnés avec force sont sanctionnés par des retraits des points lors des compétitions. Le knock down n'existe pas à la boxe light.